# Inre Långsjön
Inre Långsjön är en sjö i Piteå kommun i Norrbotten och ingår i Alån-Rosåns kustområde. Sjön har en area på 0,0633 kvadratkilometer och ligger 26,1 meter över havet.

## Delavrinningsområde
Inre Långsjön ingår i det delavrinningsområde (727058-177979) som SMHI kallar för Rinner mot Norrbottens skärgårds kustvatten. Medelhöjden är 17 meter över havet och ytan är 24,62 kvadratkilometer. Det finns inga avrinningsområden uppströms utan avrinningsområdet är högsta punkten. Avrinningsområdets utflöde mynnar i havet, utan att ha någon enskild mynningsplats. Avrinningsområdet består mestadels av skog (91 procent). Avrinningsområdet har 0,06 kvadratkilometer vattenytor vilket ger det en sjöprocent på 0,3 procent.